# Savino Selo
Savino Selo (izvirno srbsko Савино Село; nemško Torschau) je naselje v Srbiji, ki upravno spada pod Občino Vrbas; slednja pa je del Južnobačkega upravnega okraja.

## Demografija
V naselju živi 2526 polnoletnih prebivalcev, pri čemer je njihova povprečna starost 37,3 let (36,3 pri moških in 38,3 pri ženskah). Naselje ima 1073 gospodinjstev, pri čemer je povprečno število članov na gospodinjstvo 3,12.
|  |

| Demografija | Demografija     | Demografija     |
| Leto        | Št. prebivalcev | Št. prebivalcev |
| ----------- | --------------- | --------------- |
|             |                 |                 |
|             |                 |                 |
|             |                 |                 |
|             |                 |                 |
| 1948        | 4848            |                 |
| 1953        | 4437            |                 |
| 1961        | 4905            |                 |
| 1971        | 3856            |                 |
| 1981        | 3575            |                 |
| 1991        | 3592            | 3553            |
| 2002        | 3375            | 3351            |
|             |                 |                 |

| Etnična sestava po popisu iz leta 2002 | Etnična sestava po popisu iz leta 2002 | Etnična sestava po popisu iz leta 2002 | Etnična sestava po popisu iz leta 2002 | Etnična sestava po popisu iz leta 2002 |
| -------------------------------------- | -------------------------------------- | -------------------------------------- | -------------------------------------- | -------------------------------------- |
| Črnogorci                              | Črnogorci                              |                                        | 1.280                                  | 38,19%                                 |
| Srbi                                   | Srbi                                   |                                        | 1.211                                  | 36,13%                                 |
| Slovaki                                | Slovaki                                |                                        | 166                                    | 4,95%                                  |
| Madžari                                | Madžari                                |                                        | 161                                    | 4,80%                                  |
| Hrvati                                 | Hrvati                                 |                                        | 106                                    | 3,16%                                  |
| Rusini                                 | Rusini                                 |                                        | 74                                     | 2,20%                                  |
| Ukrajinci                              | Ukrajinci                              |                                        | 65                                     | 1,93%                                  |
| Jugoslovani                            | Jugoslovani                            |                                        | 50                                     | 1,49%                                  |
| Muslimani                              | Muslimani                              |                                        | 39                                     | 1,16%                                  |
| Makedonci                              | Makedonci                              |                                        | 13                                     | 0,38%                                  |
| Romi                                   | Romi                                   |                                        | 8                                      | 0,23%                                  |
| Bošnjaki                               | Bošnjaki                               |                                        | 8                                      | 0,23%                                  |
| Nemci                                  | Nemci                                  |                                        | 7                                      | 0,20%                                  |
| Slovenci                               | Slovenci                               |                                        | 5                                      | 0,14%                                  |
| Bunjevci                               | Bunjevci                               |                                        | 4                                      | 0,11%                                  |
| Neznano                                | Neznano                                |                                        | 25                                     | 0,74%                                  |